# Eutresis dilucida
Eutresis dilucida är en fjärilsart som beskrevs av Otto Staudinger 1885. Eutresis dilucida ingår i släktet Eutresis och familjen praktfjärilar. Inga underarter finns listade i Catalogue of Life.